# نيقفوروس دوكيانوس
نقفور الثاني دوكيانوس (باليونانية: Νικηφόρος Δουκειανός)‏ (توفي 1040) كان كتبان إيطاليا من 1039 وحتى وفاته. شهد بدايات تمرد أردوين اللومباردي. قتل في أسكولي ساتريانو في بدايات 1040. تسارع التمرد بعد مقتله.